# 컴퓨터단층촬영
컴퓨터 단층촬영(computed tomography) 또는 컴퓨터 단층촬영 주사(computed tomography scan, CT scan)는 여러 방향에서 찍은 엑스선 영상들로 단면의 영상을 복원하는 방식의 단층촬영기술을 말한다. 컴퓨터 단층촬영술이라고도 한다. 의료현장에서 가장 흔하게 사용되는 의료영상기법 중 하나이다. 영상의학 전공자들이 주로 시행한다.
컴퓨터단층촬영술을 개발한 공로를 인정받아 1979년에 미국의 물리학자 앨런 코맥과 영국의 전기공학자 고드프리 하운스필드에게 노벨 생리학·의학상이 수여되었다.

## 원리

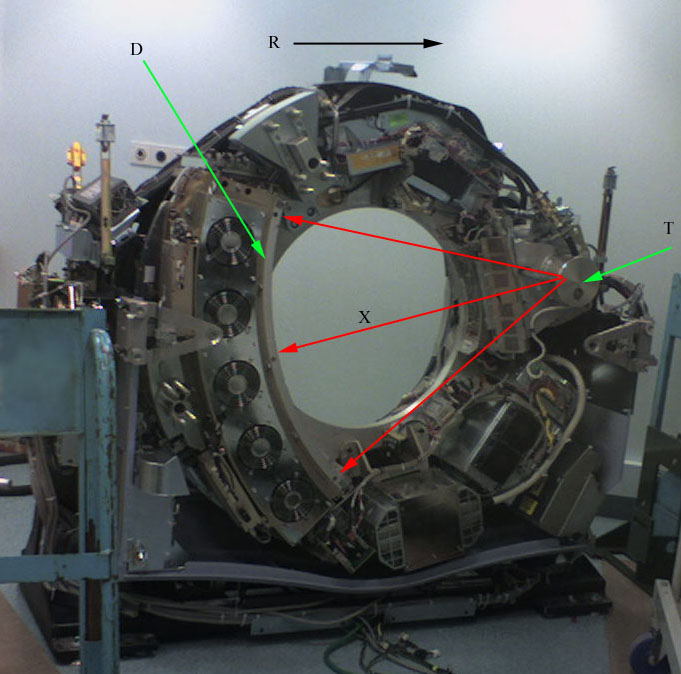
플라스틱 덮개를 제거한 CT 스캐너의 모습.T: 엑스선 생성기D: 엑스선 검출기
X: 엑스선R: 회전 방향

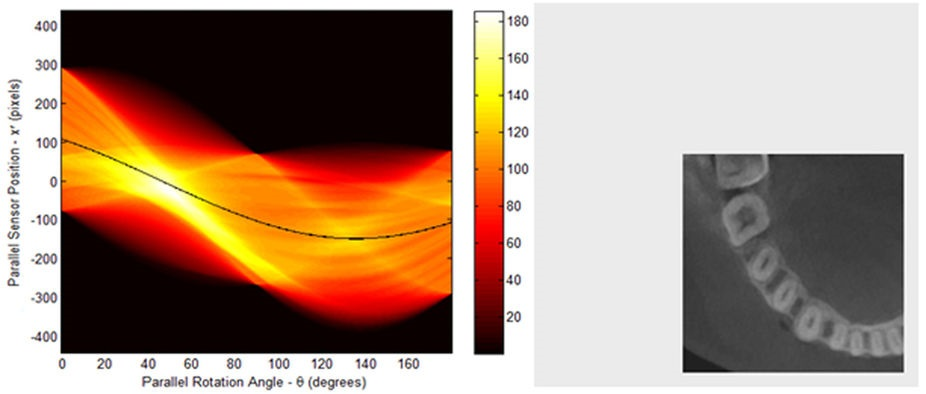
좌측의 사진은 사이노그램을, 우측의 사진은 이로부터 복원된 감쇠영상을 나타낸다.

컴퓨터단층촬영에서는 엑스선 생성기와 엑스선 검출기가 피험체를 두고 쌍으로 회전하여 전 방향에서 엑스선 영상을 촬영한다. 이렇게 얻어진 원 영상을 사이노그램(sinogram)이라 한다. 이후 컴퓨터로 역 라돈 변환 계산을 통해 복원하면 횡단면 영상을 얻을 수 있다. 이 때 횡단면 영상에서 각 픽셀은 각 부분의 감쇠율을 의미한다. 이렇게 얻은 횡단면 영상을 기하학적 처리를 통해 온전한 3차원 영상으로 변환할 수 있다. 이처럼 만들어진 3차원 영상에서는 각 화소를 픽셀이 아니라 복셀이라 한다.
감쇠율을 이야기할 때에는 물의 감쇠율과 비교한 상대적 단위인 하운스필드 단위(HU)를 사용한다. 일반적으로 공기는 -1,000 HU, 물은 0 HU, 해면골은 400 HU, 두개골은 2,000 HU 이상으로 찍힌다. 금속의 경우 티타늄은 1,000 HU 정도이며 철은 엑스선이 아예 통과하지 못해 선형으로 잡음artifact이 낀 것처럼 복원된다.
이렇게 복원한 횡단면은 피험체의 아래에서 위를 바라본 모습으로 찍힌다. 따라서 신체의 좌측은 영상의 우측에, 우측은 좌측에 표시된다.

## 활용
CT는 주로 의학 분야에서 사용된다. CT는 아주 작은 인체조직의 밀도차이도 구별할 수 있어 인체의 어느 부위에나 검사의 적용이 가능하다. 주로 암의 조기진단 및 진행성 염증성 질환의 진단, 혈관성 질환의 진단, 영상 재구성에 의한 3차원 영상 진단에 쓰인다.
그러나 의학 분야 외에서도 사용되는데 대표적인 예가 문화재 복원이다. 실제 사례로 금동반가사유상의 내부에 골조가 있다는 사실이 밝혀졌으며 사용처가 밝혀지지 않은 가야 인물형 토기는 주전자로의 목적과 함께 원리가 밝혀졌다.

## 같이 보기
- 자기공명영상 (MRI)
- 단일 광자 방출 컴퓨터 단층 촬영 (SPECT)
- 양전자 방출 단층촬영 (PET)
- 단층촬영술
- 주사